# هنري برودريك
هنري برودريك (بالإنجليزية: Henry Broderick)‏ هو مؤرخ أمريكي، ولد في 12 أكتوبر 1880 في منيابولس في الولايات المتحدة، وتوفي في 7 أكتوبر 1975 في سياتل في الولايات المتحدة.